# Demba Bamba
Pour les articles homonymes, voir Bamba.

a Compétitions nationales et continentales officielles uniquement.

b Matchs officiels uniquement.
Dernière mise à jour le 19 juillet 2025.
Demba Bamba, né le 17 mars 1998 à Saint-Denis (France) est un joueur international français de rugby à XV qui joue au poste de pilier droit au Racing 92 depuis 2024.
Formé au CA Brive où il commence sa carrière en 2017, il quitte le club deux ans plus tard pour rejoindre le Lyon OU, avec qui il remporte le Challenge européen en 2022. Après cinq ans joués dans le Rhône, il s'engage avec le Racing 92 en 2024.
En parallèle de sa carrière en club, il joue avec l'équipe de France depuis 2018. Avec les Bleus, il remporte le Tournoi des Six Nations 2022 en réalisant le Grand Chelem.

## Biographie

### Débuts et révélation lors du championnat du monde junior
Originaire de Seine-Saint-Denis, Demba Bamba a d’abord commencé par jouer au handball, comme son frère, avant de pratiquer aussi le judo, devenant même champion de France à 14 ans. 
Il découvre le rugby par hasard grâce à un ami et intègre vers 2012 le Saint-Denis US puis la sélection Île-de-France des moins de 16 ans. Il est repéré au sein de sa sélection puis de son club par Pierre-Etienne Coudert, responsable de la formation au CA Brive, club dont il intègre le centre de formation. Il signe lors de la saison 2017-2018 son premier contrat professionnel avec le club.
Sélectionné avec l'équipe de France des moins de 20 ans en 2018, il participe au Tournoi des Six Nations et à la Coupe du monde, dont il sort double vainqueur. Il fait aussi partie des grandes révélations de ce Mondial junior.

### Confirmation à Brive et premiers pas avec lesBleus(2017-2019)
Révélé sous le maillot bleu mais relégué en Pro D2 avec son club, Demba Bamba signe un contrat avec le Lyon OU lors de l'intersaison 2018 ; il porte cependant toujours le maillot du CA Brive pour la saison 2018-2019, étant prêté par le club lyonnais pour une année.
Il effectue un début de saison remarqué avec Brive, où il enchaîne les titularisations et accumule un des temps de jeu les plus importants parmi ceux des récents champions du monde des moins de 20 ans.
Il en vient ainsi à être appelé par Jacques Brunel pour préparer les matchs de novembre de l'équipe de France, en prenant notamment la place de tauliers internationaux au poste de pilier droit comme Rabah Slimani.
Demba Bamba devient alors le premier international évoluant en deuxième division depuis Franck Montanella en 2007. De la même manière d'ailleurs qu'Amédée Domenech, figure emblématique du CA Brive, six décennies plus tôt.
Il dispute son premier match en équipe de France le 24 novembre 2018 au Stade de France contre les Fidji en rentrant en jeu à la place de Rabah Slimani (finalement convoqué à la suite du forfait d'Uini Atonio) à la 52e minute. Le XV de France s'incline pour la première fois de son histoire contre les Fidji (14-21).
Le 23 février 2019, Bamba est titulaire contre l'Écosse et fait partie des jeunes joueurs ayant contribué à la victoire 27 à 10. Il est d'ailleurs nommé Homme du match pour son implication et ses performances. Il est finalement titulaire lors de quatre des cinq matchs pour son premier Tournoi des Six Nations.
Blessé, il ne peut pas participer à la finale de Pro D2 avec le CA Brive et ne joue aucun match de préparation pour la Coupe du Monde 2019 à laquelle il est sélectionné. Il entre néanmoins en jeu lors du match d'ouverture victorieux contre l'Argentine mais, à cause d'une blessure, est contraint de déclarer ensuite forfait pour le reste de la compétition. Il est remplacé par le racingman Cedate Gomes Sa.

### Transfert à Lyon et confirmation difficile en équipe de France (2019-2024)
Après deux saisons à Brive, Demba Bamba rejoint Lyon où il signe un contrat de cinq ans. Il joue son premier match avec sa nouvelle équipe le 10 novembre 2019, lors de la neuvième journée de Top 14 de la saison 2019-2020, face au Stade rochelais. Il est titulaire et les siens s'imposent 45 à 17. Le 8 janvier 2020, il est sélectionné avec les Bleus par le nouveau sélectionneur Fabien Galthié pour préparer le Tournoi des Six Nations 2020. Il joue les cinq matchs du tournoi en tant que remplaçant et la France finit deuxième derrière l'Angleterre.
Toutefois, il ne peut jouer que huit matchs avec son nouveau club cette saison, en effet, le championnat se termine plus rapidement que prévu à cause de la pandémie de Covid-19 qui met un terme à la saison prématurément.
Durant la saison 2021-2022, il est dans un premier temps sélectionné en équipe de France pour la tournée d'automne 2021. Il joue les trois matchs de la tournée contre l'Argentine, la Géorgie et la Nouvelle-Zélande que la France remporte. Quelques mois plus tard, il est appelé pour participer au Tournoi des Six Nations 2022. Il joue trois matchs du tournoi en entrant à la place de Uini Atonio à chaque fois. Les Français remportent tous les matchs de la compétition, réalisant ainsi le Grand Chelem, le dixième de l'histoire du rugby tricolore, le premier depuis douze ans. Il s'agit du premier titre remporté en sélection nationale par Demba Bamba.
Avec le LOU, il joue 22 matchs toutes compétitions confondues, marquant deux essais. Il participe également à la finale de Challenge européen remportée face à Toulon sur le score de 30 à 12, durant laquelle il est titulaire en première ligne, accompagné par Sébastien Taofifénua et Guillaume Marchand, avant d'être remplacée en seconde période par Francisco Gomez Kodela. Demba Bamba remporte alors son premier trophée avec Lyon.
À l'issue de la saison 2022-2023, il est appelé dans une liste de 23 joueurs pour participer à un stage avec les Bleus, alors qu'il n'a plus porté ce maillot depuis un an et qu'il n'avait pas été appelé pour le Tournoi des Six Nations 2023. Cette liste est toutefois marquée par l'absence des joueurs étant demi-finalistes du championnat,. Quelques semaines plus tard, il est sélectionné dans une liste de 42 joueurs pour préparer la Coupe du monde 2023,. Il est titulaire lors du premier match de préparation au mondial face à l'Écosse, dans un XV de départ marqué par l'absence des titulaires habituels. Les Bleus sont battus 25-21,.
Au mois de juin 2024, il est retenu en équipe de France dans une liste de trente-deux joueurs pour préparer la tournée d'été en Argentine. Cette liste est marquée par l'absence des cadres habituels et la présence de nombreux joueurs sans sélections. Le 10 juillet 2024, il joue sous le maillot national face à l'Uruguay, dans une rencontre non capée disputée par l'équipe de France développement.

### Départ au Racing 92 (depuis 2024)
Après la saison 2023-2024, en fin de contrat, Demba Bamba est transféré au Racing 92, alors qu'il était courtisé par plusieurs autres club de Top 14. Il s'engage pour quatre ans afin de remplacer le Sud-Africain Trevor Nyakane,.

## Statistiques

### Internationales

#### Équipe de France des moins de 20 ans
Demba Bamba dispute neuf matchs avec l'équipe de France des moins de 20 ans lors de l'année 2018, prenant part au Tournoi des Six Nations et au Championnat du monde junior. Il inscrit un essai lors du Tournoi des Six Nations face à l'Irlande.

#### XV de France
Au 19 juillet 2025, Demba Bamba compte 29 capes en équipe de France, depuis le 28 novembre 2018 contre les Fidji.
| Année | Compétition                 | Matchs | Points | Essais |
| ----- | --------------------------- | ------ | ------ | ------ |
| 2018  | Test matchs                 | 1      | 0      | 0      |
| 2019  | Six Nations                 | 5      | 0      | 0      |
| 2019  | Coupe du monde              | 1      | 0      | 0      |
| 2020  | Six Nations                 | 5      | 0      | 0      |
| 2020  | Coupe d'automne des nations | 1      | 0      | 0      |
| 2020  | Test matchs                 | 1      | 0      | 0      |
| 2021  | Test matchs                 | 6      | 0      | 0      |
| 2022  | Six Nations                 | 3      | 0      | 0      |
| 2022  | Test matchs                 | 2      | 0      | 0      |
| 2023  | Test matchs                 | 1      | 0      | 0      |
| 2024  | Test matchs                 | 2      | 0      | 0      |
| 2025  | Test matchs                 | 1      | 0      | 0      |
| Total | Total                       | 29     | 0      | 0      |

## Palmarès

### En club
- Lyon OU
  - Vainqueur du Challenge européen en 2022

### En équipe nationale
- France -20
  - Vainqueur du Tournoi des Six Nations des moins de 20 ans en 2018
  - Vainqueur de la Coupe du monde des moins de 20 ans en 2018

- France
  - Vainqueur du Tournoi des Six Nations en 2022 (Grand Chelem)

#### Tournoi des Six Nations
| Édition          | Rang | Résultats France | Résultats Bamba | Matchs Bamba |
| ---------------- | ---- | ---------------- | --------------- | ------------ |
| Six Nations 2019 | 4    | 2 v, 0 n, 3 d    | 2 v, 0 n, 3 d   | 5/5          |
| Six Nations 2020 | 2    | 4 v, 0 n, 1 d    | 4 v, 0 n, 1 d   | 5/5          |
| Six Nations 2022 | 1    | 5 v, 0 n, 0 d    | 3 v, 0 n, 0 d   | 3/5          |

Légende : v = victoire ; n = match nul ; d = défaite ; la ligne est en gras quand il y a Grand chelem.

#### Coupe du monde
| Édition    | Rang               | Résultats France | Résultats Bamba | Matchs Bamba |
| ---------- | ------------------ | ---------------- | --------------- | ------------ |
| Japon 2019 | Quart de finaliste | 3 v, 0 n, 1 d    | 1 v, 0 n, 0 d   | 1/4          |